# Список умерших в 1186 году

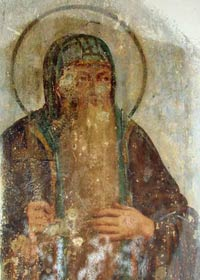
Никита Столпник

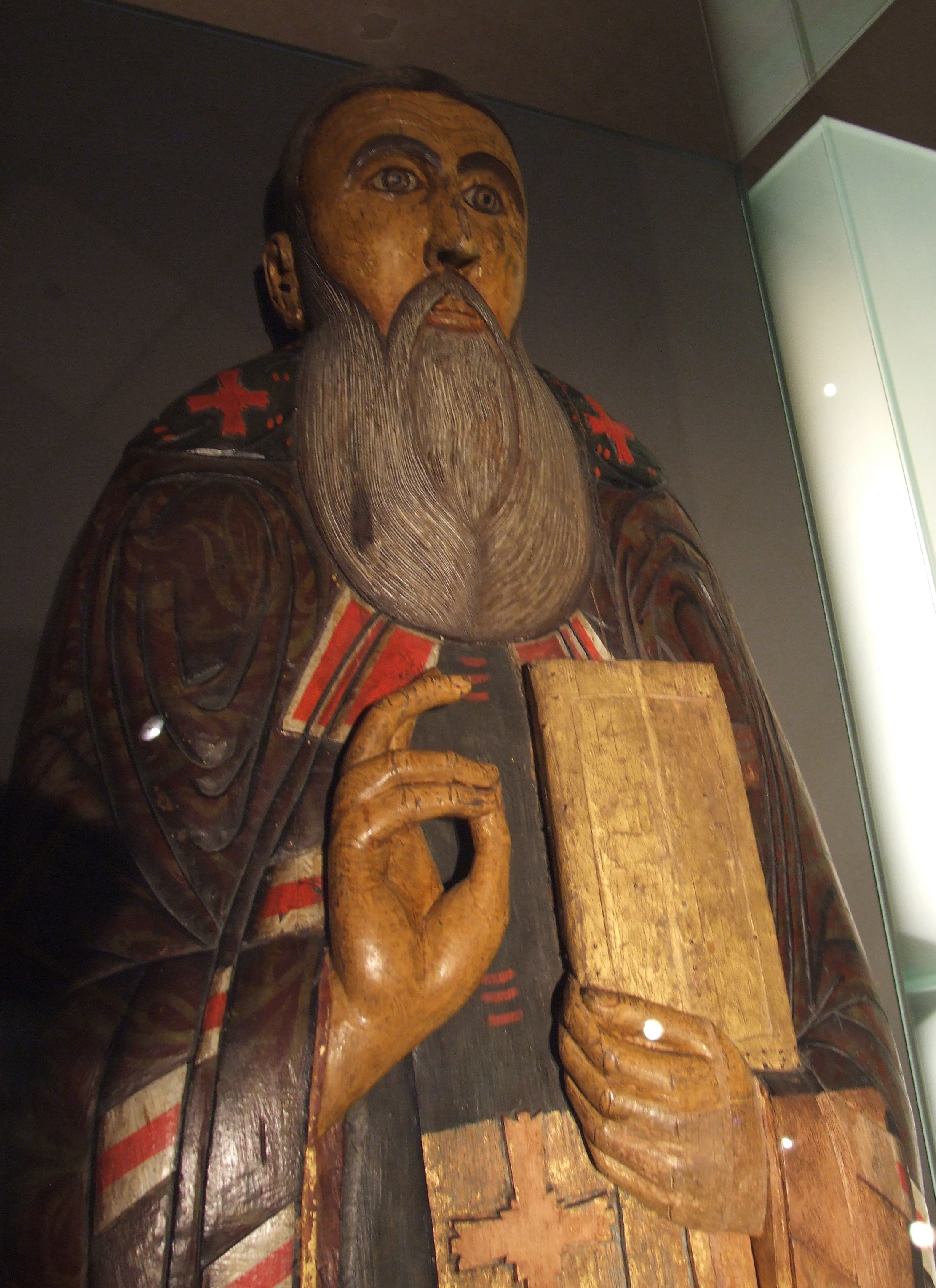
Иоанн

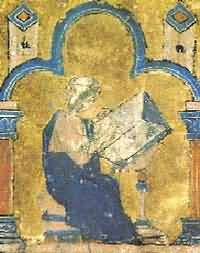
Вильгельм Тирский

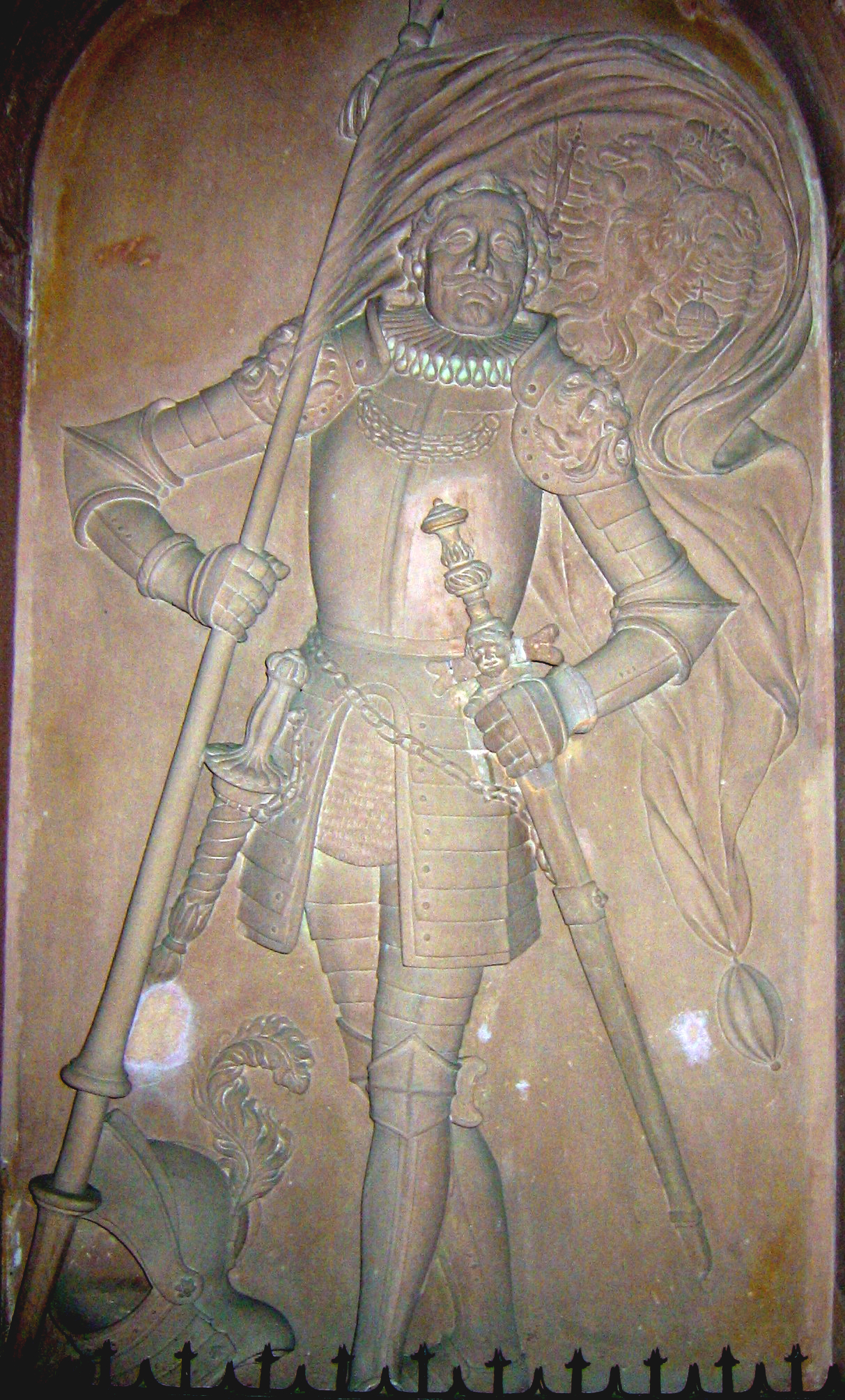
Бертольд IV Церингенский

В этой статье представлен список известных людей, умерших в 1186 году.
См. также: Категория:Умершие в 1186 году

## Апрель
- 4 апреля — Удо фон Велденц[нем.] — епископ Наумбурга (1161—1186)
- 16 апреля — Дрого Зебургский[англ.] — святой римско-католической церкви, покровитель пастухов и больных грыжей[1].

## Май
- 9 мая — Роберт Фолиот[англ.] — епископ Херефорда (1173—1186)
- 24 мая — Никита Столпник — святой Русской церкви, почитается в лике преподобных.

## Июнь
- 1 июня — Минамото-но Юкииэ — полководец из клана Минамото, живший в конце периода Хэйан, активный участник войны Гэмпэй против дома Тайра. Погиб в междоусобной войне.
- 15 июня — Регинхард фон Абенберг[нем.] — епископ Вюрцбурга (1171—1186).
- 24 июня — Роберт де Ториньи — средневековый нормандский хронист, продолжатель «Деяний нормандских герцогов» Ордерика Виталия.

## Июль
- 25 июля — Гуго де Ласи, англо-нормандский аристократ и военачальник, 4-й барон Ласи (1162—1186), 1-й лорд Мита (1172—1186).

## Август
- 19 августа — Джеффри II Плантагенет (27) — герцог Бретани и граф Ричмонд (1181—1186).
- 26 августа — Рапото I — первый граф Ортенбурга (1134—1186), первый граф Мураха (1163—1186), граф Крайбурга и Марквартштайна (1173—1186)

## Сентябрь
- 7 сентября — Иоанн — первый архиепископ новгородский (1165—1186), святой Русской церкви, почитается в лике святителей.
- 29 сентября — Вильгельм Тирский — архиепископ тирский (1175—1186), канцлер Иерусалимского королевства (1174—1184), средневековый историк

## Октябрь
- 7 октября — Христиан[англ.] — епископ Уитхорна (1154—1186)

## Декабрь
- 8 декабря — Бертольд IV Церингенский — герцог Церингенский (1152—1186), граф Булонский (1183—1186), основатель Фрибура

## Дата неизвестна или требует уточнения
- Аарон из Линкольна[англ.] — английский еврейский финансист, богатейший человек нормандской Англии, спонсор строительства Линкольнского собора, Собора в Питерборо и других сооружений.
- Ампуд, венгерский аристократ, бан Славонии (1163/1164 — 1171/1174), палатин Венгрии (1164—1176).
- Андрей Глебович, князь рязанский.
- Бакыргани, Сулейман — тюркский святой, легендарный суфийский шейх, распространитель ислама в Средней Азии, 4-й халиф (наместник) тариката Ясавия, под именем Хаким-Ата популярный персонаж тюркской мифологии.
- Балдуин V Иерусалимский — король Иерусалима (1185—1186), коронован в 1183 году.
- Баризоне II — юдекс Арбореи (1146—1186), король Сардинии (1164).
- Герберт де Босхем — кардинал-дьякон (1178—1186), биограф Томас Бекета.
- Глеб Рогволодович, князь Друцкий, возможно, в 1144—1151 и 1159—1162, а также после 1171 — в 1180-х, из рода Полоцких князей.
- Ефросинья Мстиславна — королева-консорт Венгрии (1146—1162), жена короля Гезы II.
- Лешек Болеславович — князь Мазовии и Куявии (1173—1186).
- Мария — виконтесса Беарна, виконтесса Габардана и виконтесса Брюлуа (1170—1173). Первая виконтесса Беарна в составе Арагона. Умерла после отречения в монастыре.
- Мухаммед Джахан Пехлеван, Великий Атабек Азербайджана (1175—1186) из династии Ильдегизидов.
- Паракрамабаху I Великий[англ.] — царь Полоннарувы (Шри-Ланка) (1153—1186), при котором царство достигло наибольшего могущества.
- Риволтелла, Ардичио — кардинал-дьякон Сан-Теодоро (1155—1186), кардинал-священник, Сан-Кризогоно  (1186).
- Сато Таданобу[англ.] — японский самурай, ближайший сподвижник Минамото-но Ёсицунэ, покончил жизнь самоубийством, совершив харакири.
- Теодино дельи Атти — кардинал-священник Сан-Витале (1164—1179), кардинал-епископ Порто-Санта Руфина (1179—1186).